# Chiesa cattolica di Santa Caterina
La chiesa cattolica di Santa Caterina (in russo Католическая церковь Святой Екатерины?, Katoličeskaja cerkovʾ Svjatoj Ekateriny), ufficilamente basilica di Santa Caterina d'Alessandria (in russo базилика Святой Екатерины Александрийской?, bazilika Svjatoj Ekateriny Aleksandrijskoj), è una chiesa cattolica di San Pietroburgo che sorge sulla Prospettiva Nevskij.

## Storia
Nel 1738 l'imperatrice Anna permise la costruzione di un edificio religioso alla parrocchia, fondata nel 1716, dedicata a Santa Caterina d'Alessandria in onore della moglie di Pietro il Grande (poi Caterina I), che nel 1702 aveva autorizzato il culto cattolico nell'Impero Russo.
Il primo progetto di costruzione fu di Domenico Trezzini, che nel 1751 lasciò la Russia, e, dopo un'interruzione dei lavori a causa della mancanza di fondi, la chiesa venne ripresa attorno al 1760 da Jean-Baptiste Michel Vallin de la Mothe, quindi fu terminata nel 1782 da Antonio Rinaldi, come si legge sull'iscrizione della facciata. La chiesa venne consacrata il 7 ottobre 1783 quando la parrocchia era entrata a far parte dell'arcidiocesi di Mogilev.
La chiesa era servita, inizialmente, dai Francescani, poi dai Gesuiti e, dal 1815, dai Domenicani.
Prima della sconsacrazione del 1917, era la più importante parrocchia della città, con 30.000 membri.

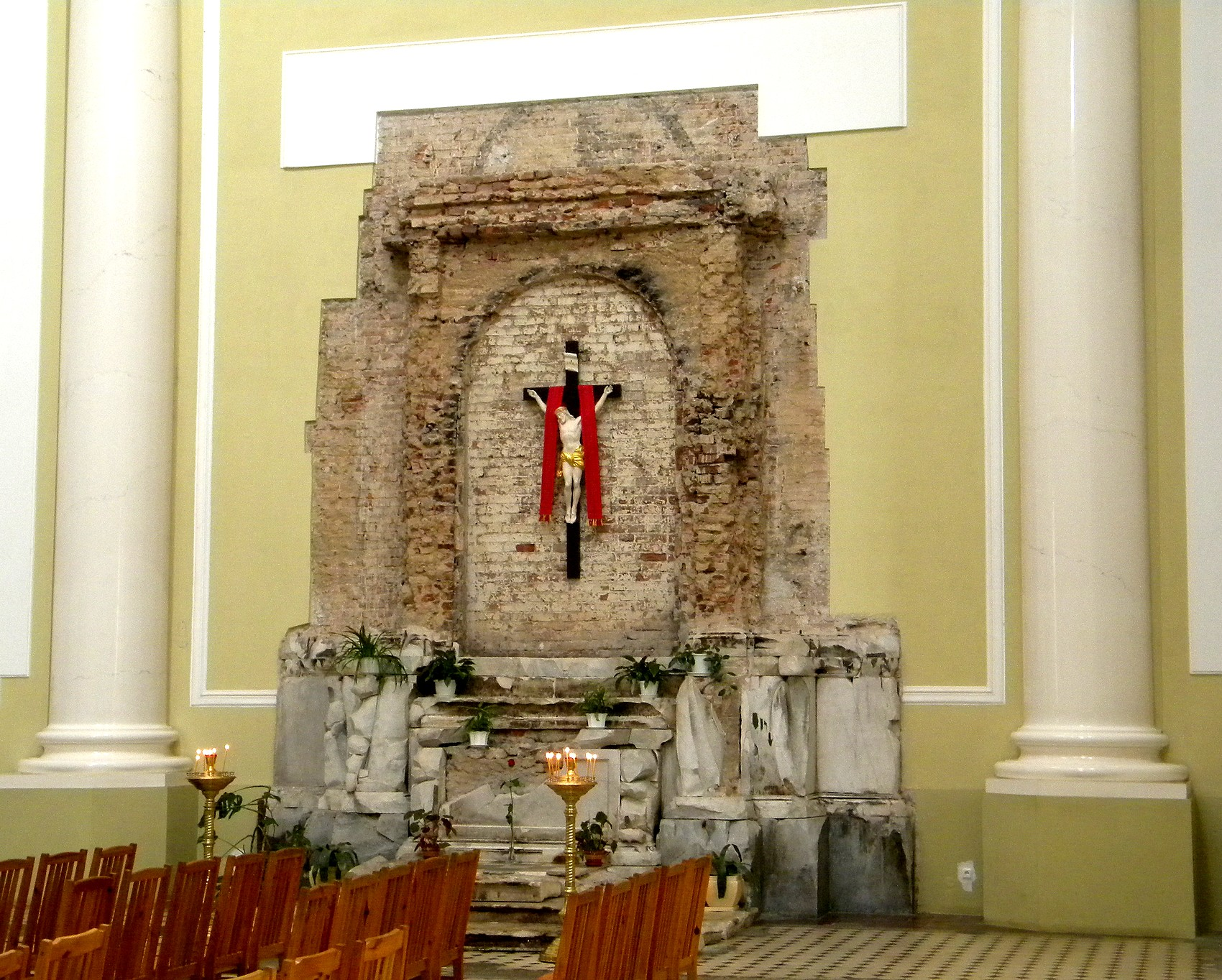
Durante l'ultimo restauro, l'altare laterale destro fu lasciato nelle medesime condizioni in cui si trovava, per dare l'idea dello stato di degrado in cui versava l'edificio

Diversi sono gli avvenimenti storici che vi si sono succeduti: la prima inumazione di Stanislao II di Polonia (riportato poi in Polonia nel 1938), la sepoltura nella cripta del generale francese Jean Victor Marie Moreau (1813), il matrimonio dell'architetto Auguste de Montferrand, poi i saccheggi e le distruzioni della rivoluzione del 1917. Il rettore della parrocchia, Konstanty Budkiewicz, venne fucilato nel 1923.
Nel 1947 un incendio distrusse l'interno e gli organi. Così, nel 1977, si decise di restaurare l'edificio per farne una sala di concerti e nel 1984 venne aperto, in una parte del complesso, un museo dedicato all'ateismo.
Con la caduta dell'Unione Sovietica nel 1991 la parrocchia venne restaurata, con l'apertura della cappella dell'Annunciazione nel 1998 e di parte della navata nel 2000. La chiesa è stata riconsacrata il 29 ottobre 2008.

## Architettura
La facciata, dalle semplici forme classicheggianti, è ispirata alla basilica di Sant'Andrea a Mantova, con un grande arco di trionfo centrale, raccordata agli edifici laterali da altre arcate. Le statue che sormontano l'edificio raffigurano i quattro Evangelisti ed angeli recanti la croce.
L'interno, a croce latina e sormontato da una grande cupola, può accogliere circa 2000 fedeli, è lungo 44 m, largo 25 e alto 42.

## Galleria d'immagini

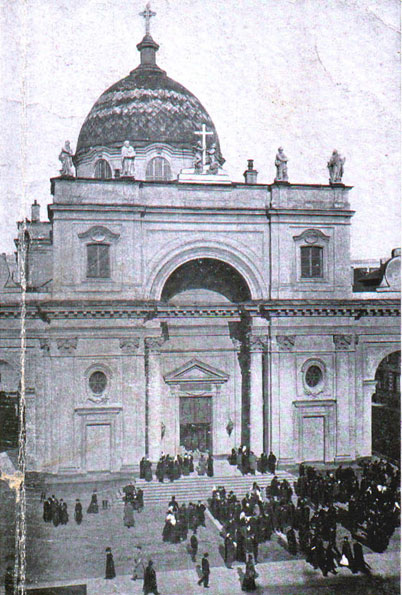
La chiesa a inizio Novecento
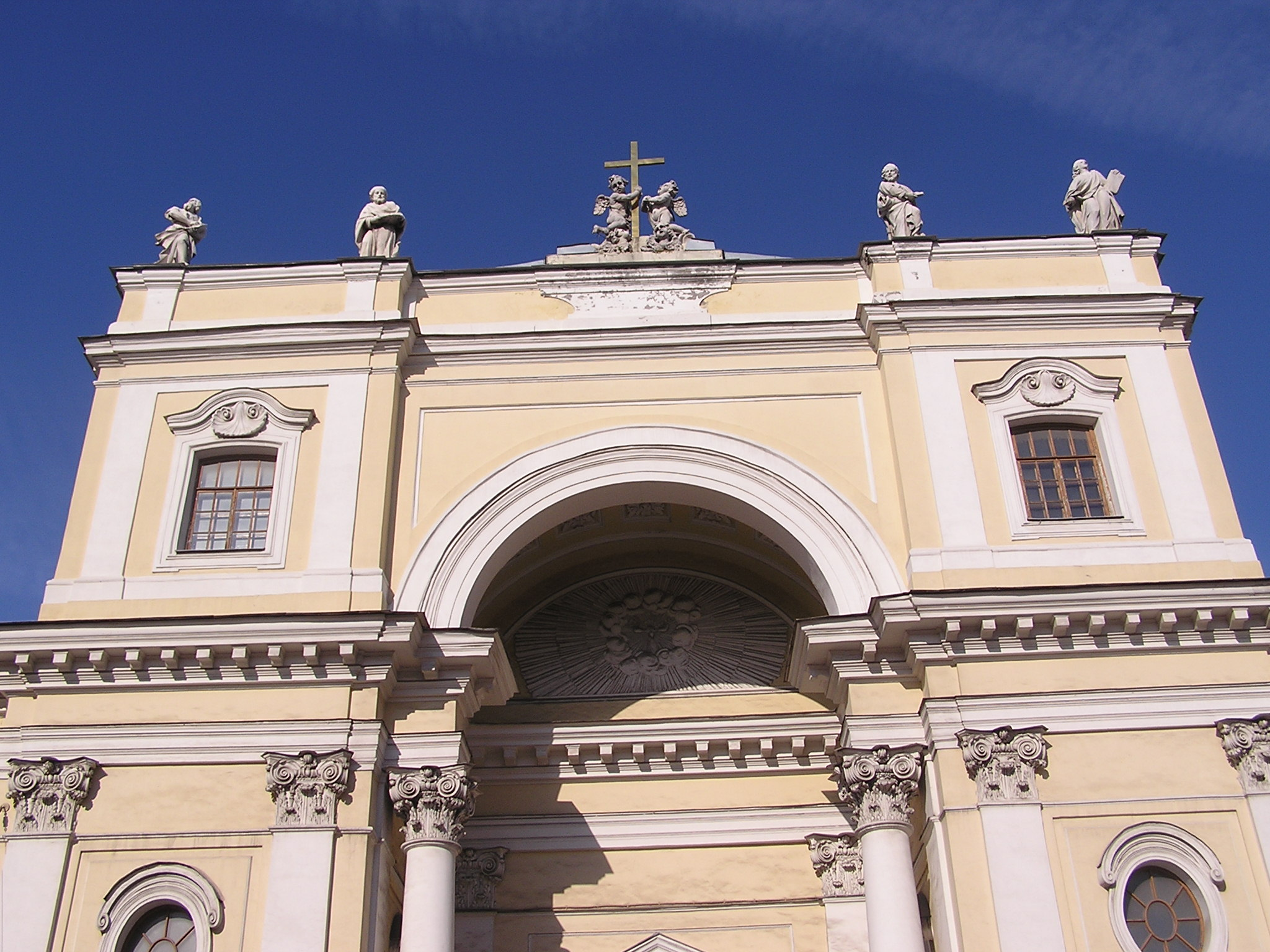
Dettaglio della facciata
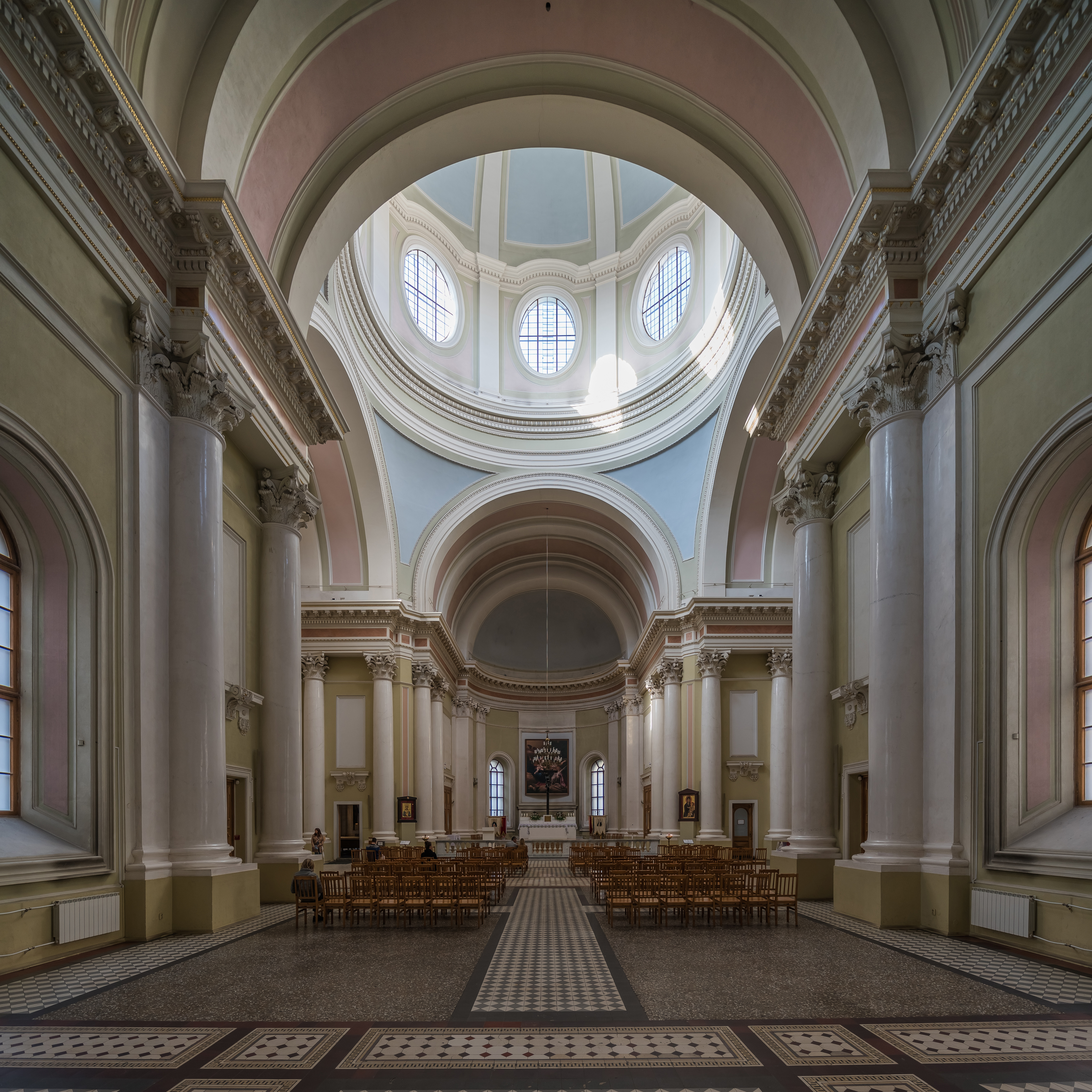
L'interno
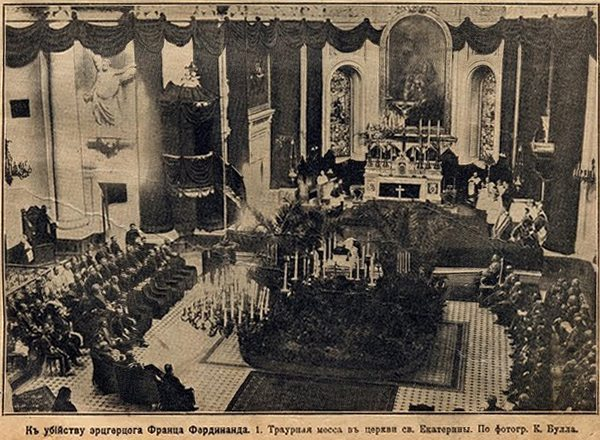
Messa in ricordo dell'arciduca Francesco Ferdinando, fotografata di Bulla nel 1914.